# Euxoa enitens
Euxoa enitens là một loài bướm đêm trong họ Noctuidae.